# João Maria Ferreira do Amaral (gouverneur)
João Maria Ferreira do Amaral (Lisbonne, Alcântara, 4 mars 1803 - Macao, 22 août 1849) a été le 79e Gouverneur de Macao. Il a été nommé le 21 avril 1846.

## Biographie
Il était un officier de la flotte royale portugaise, qui, en 1821, était un aspirant et a commencé sa carrière militaire dans la flotte au Brésil, défendant les droits du Portugal. Dans cette campagne, il a perdu son bras droit.
Il fut Capitaine de vaisseau, Chevalier-Fidalgo de la Maison du Roi, etc
En 1848, alors qu'il était parlementaire en Angola, il fut nommé Gouverneur de Macao, où il a été assassiné par la population autochtone pour l'avoir unilatéralement taxée contre la volonté du gouvernement chinois. Son assassinat est le prélude à l'incident du Passaleão.

### Famille et mariage
Il a été le premier fils de Francisco Joaquim Ferreira do Amaral, né à Lisbonne,  Alcântara, le 3 mai 1773, dont la lignée mâle était de Macedo et de Ana Isabel Cirila de Mendonça, mariés à Lisbonne,  Alcântara, le 4 février 1801.
Son père était un Fidalgo de la famille royale et sergent de l'armée portugaise puis de la légion portugaise, qui mourut de froid lors de la Campagne de Russie à l'hiver de 1812.
Il eut un frère cadet, Joaquim Ferreira do Amaral, né à Lisbonne, Alcântara, le 15 octobre 1804, et une sœur, Francisca Ferreira do Amaral, né à Lisbonne, Alcântara, le 10 mai 1805.
Il fut marié à titre posthume après une déposition testamentaire à Lisbonne, Santa Catarina, le 20 octobre 1849 avec Helena Maria de Albuquerque (Funchal, São Pedro, 1817 - Lisbonne - 6 juin 1909), afin de légitimer son seul fils Francisco Joaquim Ferreira do Amaral. Elle était alors la veuve de António Teixeira Dória, et seigneur du Droit d'aînesse (mariés en 1836 et par qui elle avait un seul fils João Eduardo Teixeira Dória, un artilleur, né à Lisbonne, São Paulo, le 13 octobre 1841, décédé célibataire et sans enfant), et plus tard 1re Baronne d'Oliveira Lima (décret du 18 octobre 1883) (en rémunération des services de son troisième mari Conseiller et directeur général du ministre de la Marine et de l'outre-mer Jorge Manuel de Oliveira Lima (Porto,  Santo Ildefonso, 13 octobre 1804 - Lisbonne 11 juillet 1876), sans enfants). Elle était la septième des huit enfants de João de Freitas Agostinho Brito Figueiroa de Albuquerque (Funchal,  Santa Maria Maior, le 14 juin 1793 - Londres, 27 octobre 1862), successeur dans de nombreux Droit d'aînesses, colonel d'auxiliaires d'artillerie, 372e commandant militaire de l'ordre de la chevalerie de l'arrêté royal de Notre-Dame de la Conception de Vila Viçosa, du Portugal (14 avril 1852).

## Sources
- Anuário da Nobreza de Portugal, III, 1985, Tomo II, p. 758 to 761
- GeneAll.net - João Maria Ferreira do Amaral sur www.geneall.net João Maria Ferreira do Amaral